# Alain Connes
Alain Connes (Draguignan, 1 de abril de 1947) é um matemático francês.

## Pesquisa
Connes estuda álgebras de operadores. Em seus primeiros trabalhos sobre álgebras de von Neumann na década de 1970, ele conseguiu obter a classificação quase completa dos fatores injetivos. Ele também formulou o problema de imersão de Connes. Depois disso, ele fez contribuições na teoria K do operador e na teoria do índice, que culminou na conjectura de Baum-Connes. Ele também introduziu a cohomologia cíclica no início dos anos 1980 como um primeiro passo no estudo da geometria diferencial não comutativa. Ele era um membro de Nicolas Bourbaki.
Connes aplicou seu trabalho nas áreas de matemática e física teórica, incluindo teoria dos números, geometria diferencial e física de partículas.

## Livros
- Alain Connes e Matilde Marcolli, Noncommutative Geometry, Quantum Fields and Motives, Colloquium Publications, American Mathematical Society, 2007, ISBN 978-0-8218-4210-2
- Alain Connes, André Lichnerowicz, e Marcel-Paul Schutzenberger, Triangle of Thought, traduzido por Jennifer Gage, American Mathematical Society, 2001, ISBN 978-0-8218-2614-0
- Jean-Pierre Changeux, e Alain Connes, Conversations on Mind, Matter, and Mathematics, traduzido por M. B. DeBevoise, Princeton University Press, 1998, ISBN 978-0-691-00405-1
- Alain Connes, Noncommutative Geometry, Academic Press, 1994, ISBN 978-0-12-185860-5[3]